# 1840 في المملكة المتحدة
فيما يلي قوائم الأحداث التي وقعت خلال عام 1840 في المملكة المتحدة.

## ظهور
- 1 يناير – المجلة الطبية البريطانية

## كتب
من الكتب التي صدرت هذه السنة في المملكة المتحدة:
- 1 يناير – بارنابي ردج من تأليف تشارلز ديكنز.
- 1 يناير – متجر الفضول القديم من تأليف تشارلز ديكنز.

## مواليد

### يناير
- 1 يناير – دايفيد هيل[1]
- 21 يناير – صوفيا بليك طبيبة من المملكة المتحدة.[2]

### فبراير
- 5 فبراير – جون بويد دنلوب[3]
- 7 فبراير – تشارلز وارن[4]

### مارس
- 11 مارس – رالف تيت عالم نبات بريطاني.[5]
- 26 مارس – جورج سميث[6]

### أبريل
- 12 أبريل – جورج كينغ عالم نبات بريطاني.[7]

### يونيو
- 2 يونيو – توماس هاردي[8]

### أغسطس
- 7 أغسطس – إدوارد هنري بالمر[9]
- 17 أغسطس – ويلفريد بلنت[10]

### نوفمبر
- 21 نوفمبر – فيكتوريا أميرة بريطانيا وإمبراطورة ألمانيا[11]

### ديسمبر
- 5 ديسمبر – جون إدوارد جونز سياسي أمريكي.[12]

## وفيات

### يناير
- 10 يناير – الأميرة إليزابيث أميرة المملكة المتحدة (مواليد 1770)[13]

### مايو
- 26 مايو – سيدني سميث (مواليد 1764)[14]

### سبتمبر
- 22 سبتمبر – الأميرة أوغستا صوفيا أميرة المملكة المتحدة (مواليد 1768)[15]

### ديسمبر
- 1 ديسمبر – جون أبوت (مواليد 1751)